# Antrodiaetus
Antrodiaetus és un gènere d'aranyes migalomorfes de la família dels antrodiètids (Antrodiaetidae).
Les espècies d'aquest gènere es troben als Estats Units, al Canadà i al Japó.

## Llista d'espècies
Segons el World Spider Catalog (versió 14.0, 2013) hi ha les següents espècies:
- Antrodiaetus apachecus Coyle, 1971
- Antrodiaetus ashlandensis Cokendolpher, Peck & Niwa, 2005
- Antrodiaetus cerberus Coyle, 1971
- Antrodiaetus coylei Cokendolpher, Peck & Niwa, 2005
- Antrodiaetus effeminatus Cokendolpher, Peck & Niwa, 2005
- Antrodiaetus gertschi (Coyle, 1968)
- Antrodiaetus hadros (Coyle, 1968)
- Antrodiaetus hageni (Chamberlin, 1917)
- Antrodiaetus lincolnianus (Worley, 1928)
- Antrodiaetus metapacificus Cokendolpher, Peck & Niwa, 2005
- Antrodiaetus microunicolor Hendrixson & Bond, 2005
- Antrodiaetus montanus (Chamberlin & Ivie, 1935)
- Antrodiaetus occultus Coyle, 1971
- Antrodiaetus pacificus (Simon, 1884)
- Antrodiaetus pugnax (Chamberlin, 1917)
- Antrodiaetus riversi (O. P.-Cambridge, 1883)
- Antrodiaetus robustus (Simon, 1891)
- Antrodiaetus roretzi (L. Koch, 1878) — Japó
- Antrodiaetus stygius Coyle, 1971
- Antrodiaetus unicolor (Hentz, 1842)
- Antrodiaetus yesoensis (Uyemura, 1942) — Japó

### Sinonímies
- Acattyma L. Koch, 1878
- Atypoides O. P.-Cambridge, 1883
- Brachybothrium Simon, 1884